# Байбуга

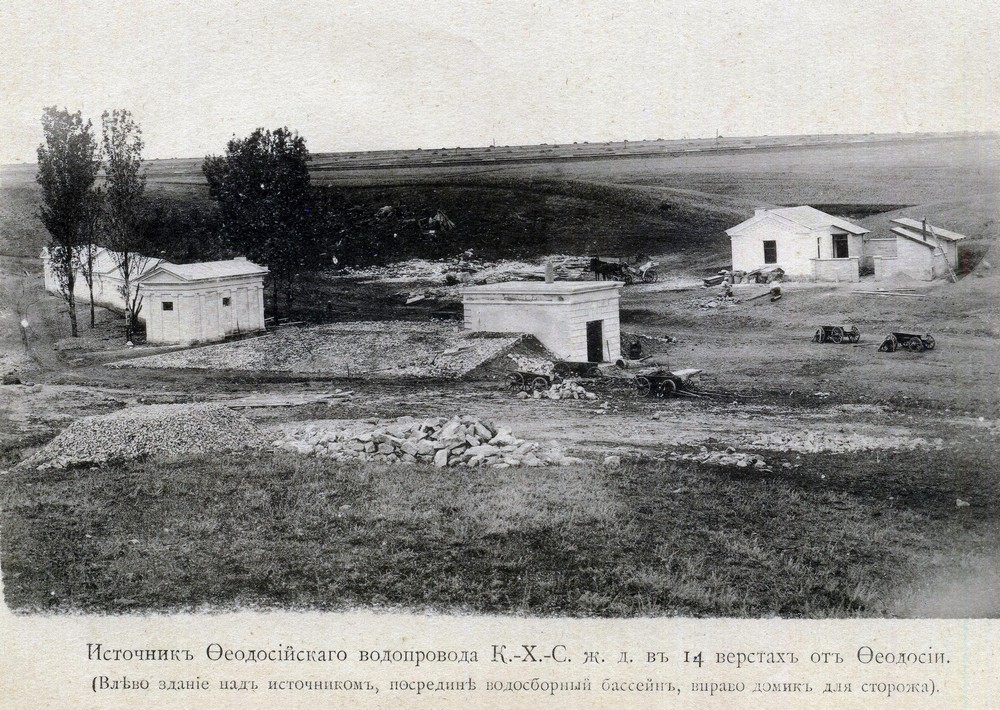
Источник Кошка-Чокрак, оборудованный для железнодорожного водопровода. Около 1900 г.

Байбуга́ (Бай-Буга́; укр. Байбуга, Бай-Буга, крымскотат. Bay Buğa, Бай Бугъа) — река в Восточном Крыму, длина реки 20 км, площадь водосборного бассейна 111 км², средний расход воды — 0,35 м³/с..
Начинается источником Кошка-Чокрак близ села Ключевое (Кировский район), течёт, практически, на восток и впадает в Феодосийский залив Чёрного моря в черте города Феодосии.
У реки, согласно справочнику «Поверхностные водные объекты Крыма» 8 безымянных притоков, длиной менее 5 километров и два более значительных:
- левый — пересыхающий овраг Чобан-Чокрак длиной 8 км[3], берущий начало между хребтами Кучук-Эгет и Биюк-Эгет[6];
- правый — в справочнике записанн, как река без названия, длиной 5,1 км, площадь бассейна 18 км², впадает в 15 км от устья[3];
- правый — временный водоток Куру-Баш[вд], идущий от одноимённого селения (сейчас Виноградное)[7].

Водоразделом между Байбугой и реками Южного берега Крыма является протяжённая с юго-востока на северо-запад гора Клементьева (Узун-Сырт) и возвышенность Тепе-Оба. Река сравнительно маловодна, поэтому для повышения её водности с 1876 года начались работы по залесению водосборного бассейна, преимущественно крымской сосной.
Одно название с рекой носили ранее два расположенных на ней села: Ближняя Бай-Буга (в 1945 году переименовано в Ближнее) и Дальняя Байбуга (включено в состав соседнего села Насыпное).
В 1908 году на водосборе Байбуги у подножия холма Паша-Тепе был открыт источник Паша-Тепе, сходный по содержанию хлористого и сернокислого натрия с «Ессентуками № 20». Высокое качество минеральной воды было отмечено золотой медалью на Международной выставке в Бельгии ещё в 1916 году. Во время событий 1917 и последующих годов скважина была заброшена, но затем восстановлена в 1925 году, получив новое название — «Феодосийская».
Ранее река была катастрофически загрязнена («сточная канава Феодосии»), с апреля 2019 года началась очистка реки.
Существует версия, что Байбуга, как Истриана, обозначена на карте Клавдия Птолемея (II век нашей эры).